# David Izquierdo
David Garza, más conocido como David Izquierdo (Monterrey, Nuevo León, 1973), es un pintor mexicano.
Su formación como artista plástico se inicia en la infancia estudiando con diferentes maestros particulares en Monterrey y en Estados Unidos además de la enseñanza de primera mano que recibió de su padre, el también artista Rodolfo Garza ¨ROGAR¨.
Después de terminar sus estudios universitarios en 1996, David Garza inicia formalmente su carrera profesional como pintor y de ese año a la fecha ha realizado más de 50 exposiciones individuales y colectivas en distintas entidades de la República Mexicana como: Jalisco, Veracruz, Yucatán, Distrito Federal y Nuevo León así como también en otros países como Estados Unidos, China y Argelia.
En el 2005 fue el ganador del premio de adquisición de la edición número 25 de la ¨Reseña de la Plástica Nuevoleonesa¨ y ha sido seleccionado en este mismo evento en otras 4 ocasiones. También ha sido seleccionado en la ¨IV Bienal Nacional de Artes Visuales de Yucatán¨, en el ¨Concurso BID de Pintura Joven en México¨, en la ¨2a Bienal Nacional de Pintura Miradas¨ y en la ¨Bienal de Arte Posmoderno de Córdoba¨, recientemente fue invitado como jurado del ¨1.er Concurso Municipal de Pintura Contemporánea¨ en Saltillo, Coahuila.
Desde el año 2008 David Garza es representado por la galería Arte Actual Mexicano.

## Descripción de su obra
Desde sus inicios e impulsado por una necesidad de exploración y búsqueda constante, el artista David Garza ha trabajado a la par con obras abstractas y figurativas, gráfica digital, instalación, arte sonoro y obras efímeras, logrando un cuerpo de obra multidiciplinaria pero al mismo tiempo coherente, independiente pero íntimamente relacionada con su tiempo.
Los tres ejes conceptuales sobre los cuales gira la obra son:
1) Plasmar lo extraordinario para, a partir de ahí, poder reflexionar y plantear las preguntas adecuadas sobre los hechos exteriores e interiores que determinan nuestra relación con los otros.
2) Construir y reconstruir la condición humana a partir de escenarios que permitan al espectador pensar en un mundo cuya carga es no solo el peso de la historia sino la responsabilidad del hombre en su entorno.
3) El equilibrio, tanto interno como externo, a manera de reflexión sobre una conciencia personal y colectiva de la experiencia de habitar este lugar.
A nivel técnico la obra de David Garza posee la cualidad de llegar a ser inconfundible, su particular manejo de la composición, el dibujo y el color aunado a una técnica única, desarrollada inicialmente por su padre pintor (acrílico y esmalte acrílico pintado sobre un vidrio, posteriormente, cuando la pintura ha secado, se transfiere la película de pintura a la tela) logran piezas de increíble riqueza visual que urgen a ser exploradas una y otra vez.

## David Garza como músico
A la par de su carrera como artista visual y bajo el pseudónimo de David Izquierdo, David Garza fue miembro fundador y guitarrista de la banda mexicana de rock alternativo Zurdok, considerada por muchos como uno de los más propositivos e importantes grupos en la historia del rock mexicano, además de ser uno de los pilares del movimiento al que posteriormente se le definió como avanzada regia. Tras ser firmados como artistas exclusivos de Universal Music Group, Zurdok grabó 3 discos de estudio: Antena (1997), Hombre Sintetizador (1999) y Maquillaje (2001), además de participar en el soundtrack de la película Amores perros y de editar en el 2007 la recopilación Lo mejor de Zurdok.
Tras la desintegración de Zurdok en el 2003, David Garza decidió retirarse temporalmente de los escenarios para dedicarse por completo a su carrera de pintor, participando solo como músico invitado en proyectos musicales como el disco de solista de Flip Taméz de la banda Jumbo. En 2006 reúne parcialmente a Zurdok, esta vez con Fernando Martz, el resultado de esta reunión fueron 4 conciertos ( 2 en Monterrey incluyendo un lleno total en el Café Iguana, y 2 en DF incluyendo el Vive Latino 2006 ).Ese mismo año David anunció que Martz se iba a radicar al extranjero y que no continuaría en Zurdok.
En 2011 David participó en OK COUGARS y desde 2013 a la fecha es bajista de una banda experimental llamada "WHITE NINJA ", esta vez desempeñándose en el bajo.
En diciembre del 2013 se anuncia a Zurdok en el cartel del VIVE LATINO 2014, y David forma parte de esta continuación de la legendaria banda regiomontana.